# Tyrann Mathieu
(en) Statistiques sur pro-football-reference
Tyrann Devin Mathieu, né le 13 mai 1992 à La Nouvelle-Orléans en Louisiane, est un sportif professionnel américain de football américain ayant joué au poste de free safety dans la National Football League (NFL) pendant douze saisons (2013-2024).
Auparavant, au niveau universitaire, il a joué pendant trois saisons au sein de la NCAA Division I FBS (2010-2012) pour les Tigers de l'université d'État de Louisiane (LSU). Il y remporte sur le score de 42 à 24 le Cotton Bowl Classic 2011 joué contre les Aggies de Texas A&M mais perd 0 à 21 le BCS National Championship Game 2012 joué contre le Crimson Tide de l'Alabama.
Sélectionné lors du 3e tour de la draft 2013 par la franchise des Cardinals de l'Arizona, il y joue pendant cinq saisons, rejoint ensuite les Texans de Houston en 2018 et signe avec les Chiefs de Kansas City pour la saison 2019 au terme de laquelle il remporte le Super Bowl LIV. En 2022, il rejoint les Saints de sa ville natale où il prend sa retraite du football américain professionnel avant le début de la saison 2025.

## Biographie

### Enfance
Mathieu étudie à la St. Augustine High School de La Nouvelle-Orléans où lors de sa dernière année, il tacle à trente-deux reprises, fait cinq interceptions et un sack. Le site Rivals.com le considère comme un grand joueur, le classant quatre étoiles et treizième au classement des cornerbacks sur le territoire. Scout.com est plus réticent, ne le classant que trois étoiles et trente-et-unième cornerback du pays.

### Carrière universitaire
En 2010, Mathieu intègre l'équipe des Tigers et joue les treize matchs de la saison dont un comme titulaire, faisant cinquante-neuf tacles, 4,5 sacks et deux interceptions. Il est nommé meilleur joueur défensif du Cotton Bowl 2011 après avoir fait sept tacles, un tacle pour une perte, deux fumbles provoqués, un récupéré, une interception, un sack et une passe déviée.
La saison 2011 le voit faire soixante-et-onze tacles, 1.5 sacks, cinq fumbles récupérés (dont deux qui seront retournés en touchdown). Il s'illustre en équipe spéciale où il retournera deux punt en touchdown. Le 19 octobre 2011, il est suspendu un match pour avoir violé le règlement anti-drogue de l'université. Il est un des finalistes du Trophée Heisman et remporte le Chuck Bednarik Award (meilleur défenseur au niveau universitaire), succédant à Patrick Peterson ancien joueur de LSU qui portait lui aussi le no 7.
Le 10 août 2012, l'entraîneur des Tigers de LSU, Les Miles, a annoncé que Mathieu est évincé de l'équipe des Tigers à la suite d'une violation des règles de l'équipe. De nombreuses sources médiatiques évoquent le fait que son expulsion serait due à plusieurs tests anti-drogues auxquels il aurait échoué, bien que l'entraîneur Miles n'ait pas confirmé ces accusations.

#### Surnom
À l'université, Mathieu se forge une réputation de joueur provoquant des turnovers, établissant un record de la Southeastern Conference (SEC) avec 11 fumbles forcés en carrière et gagnant le surnom de « Honey Badger » d'après le mammifère du même nom. Il commence à être surnommé ainsi en septembre 2011, après un match contre la West Virginia. Ce surnom est né lorsque le coordinateur défensif des Tigers de LSU, John Chavis, a vu des supporters l'appeler « the Honeybadger » sur les sites et dans le bus après avoir le match. Chavis l'a supplié d'adopter ce surnom. Bien que Mathieu ait d'abord hésité, il a suivi le conseil de Chavis et a commencé à utiliser ce surnom, se déclarant heureux d'avoir écouté son entraîneur et d'en avoir tiré profit.
« "We had played West Virginia one night on ESPN, and I got on the bus after the game and our D Coordinator, John Chavis at the time, he was on the Internet. Coaches always tell you not to get on the Internet - They read everything on the Internet. He's like on the blogs, all the gossip sites reading," and he's like "'Hey man, this is your new nickname!' And I'm like 'What?', and he's showing me the video, and I'm like 'Coach...' and he's like 'Trust me, just go with it. You'll make a lot of money one day." »
— Tyrann Mathieu, 29 octobre 2019, 

« On avait joué contre West Virginia un soir sur ESPN. Je suis monté dans le bus après le match et notre coordinateur défensif, John Chavis, était sur Internet. Les entraîneurs nous disent toujours de ne pas aller sur Internet ; ils lisent tout sur Internet. Il est sur les blogs, sur tous les sites de potins, et il me dit : « Hé mec, c'est ton nouveau surnom ! » Je lui ai répondu : « Quoi ? », et il m'a montré la vidéo, et je lui ai dit : « Coach… » et il m'a répondu : « Fais-moi confiance, fais comme ça. Tu gagneras beaucoup d'argent un jour. » »
— 
Le 10 mai 2013, Mathieu a déclaré lors d'une interview, alors qu'il regardait ses anciens coéquipiers s'entraîner pour le Senior Bowl, qu'il souhaitait se défaire de son surnom de « Honey Badger », affirmant vouloir être connu sous le nom de « Tyrann Mathieu ». Il s'agissait d'une tentative de se refaire une réputation après son renvoi de LSU pour avoir échoué à plusieurs tests de dépistage de drogue et son arrestation pour possession de marijuana. Bien qu'il ait tenté de se dissocier de son surnom de « Honey Badger », il l'utilisera toujours tout au long de sa carrière et acceptera finalement publiquement son alter ego en 2019.

### Carrière professionnelle

#### Draft
Mathieu est sélectionné en 69e choix global lors du 3e tour de la draft 2013 de la NFL par la franchise des Cardinals de l'Arizona.

#### Cardinals de l'Arizona
Pressenti pour jouer au poste de slot cornerback, les Cardinals annoncent finalement qu'il jouera au poste de free safety.
Lors de sa première saison, il est titularisé à son poste dès la 2e journée. Il le restera pour le reste de la saison, devenant dès la 4e journée une pièce importante du dispositif défensif des Cards, totalisant sur la saison 68 plaquages, 1 sack, 1 fumble forcé, 8 passes déviées et 2 interceptions. Il est désigné meilleur rookie défensif du mois d'octobre. Sa saison s'arrête néanmoins prématurément lors du 14e match à la suite d'une rupture du ligament croisé et du ligament collatéral fibulaire du genou gauche.

### Retraite
Le 22 juillet 2025, les Saints annoncent ue Mathieu les a informé qu'il avait décidé de prendre sa retraite du football américain universitaire. Le même jour Mathieu confirme sa décision sur les réseaux sociaux.

## Palmarès

### NCAA
- Sélectionné dans l'équipe type des freshmen 2010 de la Southeastern Conference (SEC) ;
- Sélectionné dans l'équipe type All-American 2010 des freshmen ;
- MVP du Cotton Bowl Classic 2011 ;
- Finaliste du Walter Camp Award 2011 ;
- Meilleur joueur défensif 2011 de la Southeastern Conference (SEC) ;
- MVP de la finale de conférence SEC 2011 ;
- Vainqueur du Chuck Bednarik Award 2011 ;
- Finaliste du trophée Heisman 2011.

### NFL
- Finaliste du Super Bowl LV avec les Chiefs de Kansas City à l'issue de la saison 2020 ;
- Vainqueur du Super Bowl LIV à l'issue de la saison 2019 avec les Chiefs de Kansas City ;
- Sélectionné dans la première équipe All-Pro en 2015, 2019 et 2020 ;
- Sélectionné dans la deuxième équipe All-Pro en 2019 ;
- Sélectionné aux Pro Bowl 2016, 2021 2022 respectivement à la suite des saisons 2015, 2020 et 2021 ;
- Sélectionné dans l'équipe 2013 des meilleurs rookies de la NFL par Pro Football Writers Association (en) (PFWA) ;
- Sélectionné dans l'équipe NFL de la décennie 2010.